# Bakov (Beřovice)
Bakov (německy Bakow) je malá vesnice, část obce Beřovice v okrese Kladno ve Středočeském kraji. Nachází se v údolí Bakovského potoka, zhruba dva kilometry západně od Beřovic a čtyři kilometry severně od města Slaného. Vesnicí vede frekventovaná silnice II/118, spojující Slaný se Zlonicemi a Litoměřicemi.

## Historie
První písemná zmínka o Bakově pochází z roku 1267 (de Bacpwa).

## Obyvatelstvo
| Rok            | 1869 | 1880 | 1890 | 1900 | 1910 | 1921 | 1930 | 1950 | 1961 | 1970 | 1980 | 1991 | 2001 | 2011 | 2021 |
| -------------- | ---- | ---- | ---- | ---- | ---- | ---- | ---- | ---- | ---- | ---- | ---- | ---- | ---- | ---- | ---- |
| Počet obyvatel | 203  | 222  | 210  | 258  | 254  | 256  | 234  | 142  | 134  | 127  | 86   | 69   | 59   | 104  | 90   |
| Počet domů     | 25   | 29   | 33   | 39   | 44   | 44   | 55   | 55   | 55   | 43   | 36   | 39   | 38   | 39   | 41   |

## Obecní správa
Při sčítání lidu v letech 1850–1889 Bakov byl osadou obce Dolín v okrese Slaný. V letech 1890–1960 byl samostatnou obcí, se kterým patřil nejprve do okresu Slaný, ale od roku 1960 v okrese Kladno. Od 1. července 1960 je částí obce Beřovice v okrese Kladno.

## Pamětihodnosti
- Tvrz čp. 5 se zbytky renesanční sgrafitové výzdoby (kulturní památka ČR). V dubnu 2017 byl objekt svévolně zbourán, ačkoliv státní památková péče trvala na záchraně.[8]
- Kaplička, ve vsi
- Výklenková kaplička, při silnici do Zlonic, na návrší asi ¾ kilometru severně od vsi
- Přírodní památka Hradiště, lokalita teplomilné květeny v horních partiích stráně severně od Bakova (již v katastru sousední obce Dřínov)